# Noureddine Kaâbi
Noureddine Kaâbi, né le 3 septembre 1963 à Tunis, est un homme politique tunisien. Il est secrétaire d'État chargé du Développement régional auprès du ministre du Développement et de la Coopération internationale, Lamine Doghri, de 2013 à 2014.

## Biographie

### Études
Il possède un certificat d'études supérieures en eaux agricoles et un master des études en eaux agricoles, tous deux obtenus en Italie.

### Carrière professionnelle
Il passe l'essentiel de sa carrière au ministère de la Planification et de la Coopération internationale où il gravit les différents échelons jusqu'à devenir directeur général de l'Infrastructure en 2009. Après l'investiture du gouvernement Jebali, il est nommé conseiller auprès du chef du gouvernement, chargé des Affaires économiques, avec rang et avantages de secrétaire d'État. À l'installation du gouvernement Larayedh en 2013, il devient secrétaire d'État chargé du Développement régional auprès du ministre du Développement et de la Coopération internationale, Lamine Doghri. Il est par ailleurs coopté administrateur à la Banque islamique de développement.
Après ses fonctions gouvernementales, il prend la tête de la division des projets à la Banque arabe pour le développement économique en Afrique.
Son nom figure sur la liste des ministres proposée par Habib Jemli, le 2 janvier 2020, en tant que secrétaire d'État auprès du ministre des Affaires locales et de l'Environnement, chargé du Développement et de la Coopération internationale.
Il a publié des articles dans le domaine des eaux agricoles et la gestion des eaux.

## Vie privée
Il est marié et père de deux enfants.